# Hàn Lâu
Hàn Lâu (giản thể: 韩楼; phồn thể: 韓樓; bính âm: Hán Lóu, ? - 529), thủ lĩnh nghĩa quân cuối cùng ở Hà Bắc trong giai đoạn sau của phong trào Lục Trấn khởi nghĩa phản kháng nhà Bắc Ngụy.

## Quá trình khởi nghĩa
Ông vốn là bộ tướng của Cát Vinh. Sau khi Vinh thất bại, Hàn Lâu cùng bọn Hác Trường đưa mấy vạn tàn binh chiếm cứ U Châu , lực lượng phát triển lên đến hàng chục vạn. Tháng 2 năm Vĩnh An thứ 2 (529), ông bị Đô đốc Hầu Uyên dùng kế phản gián lừa bắt, sau đó bị giết.